# Dirty Work (album)
Pour les articles homonymes, voir Dirty Work.
Albums de The Rolling Stones
Rewind (1971-1984)
(1984) Steel Wheels
(1989)
Singles
1. Harlem Shuffle
Sortie : 28 février 1986
2. One Hit (To the Body)
Sortie : 9 mai 1986

Dirty Work est le dix-huitième album studio des Rolling Stones. Il est sorti le 24 mars 1986 sur le label Rolling Stones et est produit par Steve Lillywhite et les The Glimmer Twins.
L'album est enregistré alors qu'il y a de vives tensions entre les membres du groupe, particulièrement entre Mick Jagger et Keith Richards. Cette tension se reflète particulièrement sur les titres One Hit to the Body et Fight. Les tensions découlent, entre autres, de la décision de Mick Jagger de poursuivre sa carrière solo et de ne pas faire de tournée au soutien de l'album, au grand dam de Keith Richards.
On remarque la présence de plusieurs musiciens invités, en particulier Jimmy Page et Tom Waits. C'est le premier album où figure le futur remplaçant de Charlie Watts, Steve Jordan, à la batterie pour les dernières années du groupe. Cet album rend hommage au pianiste Ian Stewart, ancien membre du groupe, décédé après l’enregistrement.

## Historique

### Contexte
En août 1983, le groupe signe un nouveau contrat de distribution en Amérique du Nord avec la maison de disques CBS. Cet évènement va provoquer la discorde car aucun des membres n'a été averti qu'il concerne non seulement les prochains albums, mais aussi trois albums solos de Mick Jagger, dont le premier doit sortir en premier avant celui du groupe.
Après la promotion de l'album précédent Undercover, Mick Jagger informe ses camarades qu'il va enregistrer son premier album solo (She's the Boss) de mai à novembre 1984 pour une parution en février de l'année suivante. Keith Richards qui a toujours privilégié le groupe voit d'un très mauvais œil son partenaire de longue date se lancer dans une carrière solo et ne manque pas de le faire savoir, déclarant même en 1986 : « Si Mick fait une tournée sans nous, je lui coupe la gorge ». 
Les divergences entre Mick et Keith se retrouvent sur le devant de la scène le 13 juillet 1985. Alors que le groupe est sollicité pour participer au Live Aid, seuls trois membres y participent séparément en raison des tensions, et Mick Jagger y interprète Dancing in the Street avec David Bowie (qui rencontre le succès à sa sortie en single), tandis que Ronnie Wood et Keith Richards se retrouvent aux guitares acoustiques pour le concert de Bob Dylan.
Une semaine après la fin de l'enregistrement de l'album, le pianiste Ian Stewart meurt d'une crise cardiaque à 47 ans le 12 décembre 1985. Ancien membre des Stones viré en 1963 par leur producteur de l'époque car il n'avait pas la "gueule de l'emploi", il les a toujours accompagnés en tournée et régulièrement aux sessions d'enregistrement. Le groupe décide donc de mettre en piste cachée sa reprise Key to the Highway de Big Bill Broonzy pour lui rendre hommage. Il était considéré comme le sixième membre.

### Enregistrement
L'enregistrement se déroule tout du long de l'année 1985. Mick Jagger étant pris par la promotion de son album est absent pendant une grande partie des sessions et n'a que peu de chansons à offrir. Le bassiste Bill Wyman n'apparait qu'épisodiquement car il est pris dans sa liaison naissante avec Mandy Smith (âgée de 14 ans à ce moment-là) et le batteur Charlie Watts sombre dans les drogues dures et les alcools forts comme il l'avouera dans une interview d'Ed Bradley sur 60 Minutes en 1994. Seuls les guitaristes Keith Richards et Ronnie Wood seront présents durant tout l'enregistrement de l'album. 
Le groupe se retrouve sans Mick Jagger dés le début de janvier 1985 aux studios Pathé-Marconi à Boulogne-Billancourt pour commencer à écrire les chansons de l'album. Les premières sessions d'enregistrement dans ces studios se déroulent du 8 avril jusqu'au 17 juin 1985 durant lesquelles seront enregistrées les chansons One Hit (To the Body), Fight, Too Rude, Dirty Work et Had It with You. En l'absence de Mick Jagger, le groupe se met à jouer des reprises de standards et des chansons diverses. Keith Richards se charge des parties de chant sur une grande partie des chansons principalement comme guide vocal pour Mick qui enregistrera ultérieurement ses parties de chant. Cela permet au guitariste d'améliorer son chant et d'apprendre de nouvelles techniques du micro,. C'est la première fois dans un album du groupe que Keith est au chant principal sur deux chansons (ce qui se répètera au cours des quatre prochains albums) : Sleep Tonight qu'il a enregistré avec Ronnie Wood à la batterie et la reprise Too Rude.
Après un mois de pause marqué par le concert de Live Aid, le groupe reprend l'enregistrement toujours aux studios Pathé-Marconi du 16 juillet 1985 jusqu'au 17 août, puis du 10 septembre au 15 octobre 1985. Au cours de l'enregistrement, le groupe fait appel à de nombreux musiciens à participer au disque, notamment Jimmy Page Bobby Womack et Tom Waits. Le premier retrouve les Stones plus de vingt ans après avoir été musicien de studio dans des sessions d'enregistrement de certaines de leurs chansons avec le Andrew Oldham Orchestra (disponibles sur l'album Metamorphosis) et celui-ci vient enregistrer la guitare solo sur One Hit (To the Body) lorsque celui-ci était venu rendre visite à Ronnie Wood en studio. Le groupe fait également appel aux batteurs Anton Fig et Steve Jordan pour épauler Charlie Watts (le second remplacera par la suite ce dernier à sa mort en 2021). 
Après l'enregistrement, le groupe fait appel aux services du producteur Steve Lillywhite (connu pour avoir travaillé avec U2, Peter Gabriel et les Simple Minds) pour les séances de mixage à la place de Chris Kimsey avec qui ils travaillaient d'habitude depuis 1978, afin de jouer un son nouveau, plus en cadre avec son époque. Ainsi les séances de mixage se déroulent aux RPM et Right Track Studios à New York du 15 novembre au 5 décembre 1985. Le producteur en profite pour créer des remix étendus des chansons One Hit (To the Body) et Harlem Shuffle en vue de leur publication en single 12'' alors à la mode et ceux-ci sont destinés aux pistes de danse.

## Parution et réception
En mars 1986, la reprise Harlem Shuffle sort en single, une première pour le groupe depuis vingt ans qui ne soit pas une chanson originale signée Jagger/Richards. Celle-ci rencontre le succès en atteignant le top 5 dans plusieurs pays, cinquième aux États-Unis et treizième au Royaume-Uni. Le single suivant, One Hit (To the Body) est un succès moindre, mais se classe dans le top 30 américain, et le clip montre les deux leaders simuler un échange de coups.
Dirty Work sort un mois après Harlem Shuffle et rencontre le succès commercial habituel que le groupe connait depuis ses débuts en se classant quatrième au Royaume-Uni et aux États-Unis.
Mais l'accueil critique est moins enthousiaste, certains estiment que certaines chansons de l'album sont faibles avec une écriture sommaire et un chant curieusement abrasif de Mick Jagger. Si la réception critique de l'album s'atténuera au fil du temps, une rumeur circule à l'époque disant que Mick Jagger gardait ses meilleures chansons pour son prochain album solo (qui ne rencontrera pas le succès). Le magazine People le désigne comme l'un des pires albums de 1986, indiquant "Les pires craintes des baby-boomers se réalisent: si les Stones sonnent si vieux et fatigués, qu'est-ce que cela dit de leurs fans d'origine?"
Cependant, dans le même temps, Robert Christgau qualifie Dirty Work de "disque tonique et même stimulant qui innove, sans se plier à la mode des gros vendeurs ou à la prétention à moitié cul. C'est honnête et ça vous fait aimer ça." En 2004, le reportage "On Second Thoughts" de Stylus Magazine évalue l'album comme "un triomphe en lambeaux et embarrassé, de loin l'album des Stones le plus intéressant depuis Some Girls à tous les niveaux : lyrique, conceptuel, musical" et affirmant que l'album présente "le son de guitare le plus venimeux de la carrière des Stones et la voix la plus engagée de Jagger."
En 1994, Dirty Work a été remasterisé et réédité par Virgin Records, et à nouveau en 2009 par Universal Music. Il est sorti sur SHM-SACD en 2011 par Universal Music Japan.
Keith Richards a déclaré que les chansons de l'album sont calibrées pour être jouées en concert en vue d'une tournée. Pourtant, celle-ci est finalement annulée par Mick Jagger, bien que l'album se vende bien. Le chanteur évoquera par la suite dans une interview ses inquiétudes au sujet de la santé du batteur Charlie Watts pour ne pas faire la tournée avec le groupe. Les seules chansons de Dirty Work à être jouées en concert seront One Hit (To the Body) et Harlem Shuffle lors de la tournée suivante Steel Wheels en 1989 et 1990.
En attendant, Mick fait savoir au groupe qu'il a décidé de se consacrer intégralement à sa carrière solo et commence la réalisation de son deuxième album Primitive Cool qui sort en 1987. Mais cet opus ne rencontrera pas le succès attendu. Pendant ce temps, l'expérience acquise au chant durant l'enregistrement de Dirty Work permet à Keith Richards de se lancer à son tour dans une carrière solo en enregistrant son premier album Talk Is Cheap (1988).

## Analyse artistique

### Contenu de l'album
En raison du manque de disponibilité de Mick Jagger au cours de l'enregistrement, l'album comporte deux reprises et huit chansons originales, dont quatre sont attribuées à Jagger/Richards/Wood (bien qu'elles soient souvent de Keith Richards et Ronnie Wood sans Mick Jagger) et une à Jagger/Richards/Chuck Leavell. Seules trois sont signées Jagger/Richards, le plus faible nombre depuis l'album Out of Our Heads en 1965. De plus, l'album comporte pour la première fois au moins deux chansons chantées par Keith Richards (la reprise Too Rude et Sleep Tonight), un fait qui se répètera au cours des quatre albums suivants.

### Pochette et disque
La version originale en vinyle de Dirty Work était emballée dans du cellophane rouge foncé. Rompant avec la tradition des Rolling Stones, Dirty Work a été le premier de leurs albums studio à contenir une feuille de paroles aux États-Unis, apparemment à l'insistance du distributeur de l'époque, CBS Records. Une bande dessinée par Mark Marek, intitulée "Dirty Workout" était également incluse.
En 2005, Pitchfork a inclus la pochette de l'album dans sa liste des "pires pochettes de disques de tous les temps", avec Brent DiCrescenzo declarant qu'aucune autre couverture "ne va jusqu'à ternir complètement la réputation d'un groupe installé à Valhalla tout en démontrant l'horreur écrasante de l'esthétique des années 1980".

## Titres
| Dirty Work | Dirty Work                          | Dirty Work                           | Dirty Work                                | Dirty Work | Dirty Work | Dirty Work | Dirty Work | Dirty Work | Dirty Work |
| No         | Titre                               | Auteur                               | Avec                                      | Durée      |            |            |            |            |            |
| ---------- | ----------------------------------- | ------------------------------------ | ----------------------------------------- | ---------- | ---------- | ---------- | ---------- | ---------- | ---------- |
| 1.         | One Hit (To the Body)               | Jagger, Richards, Wood               | Jimmy Page, Patti Scialfa, Bobby Womack   | 4:44       |            |            |            |            |            |
| 2.         | Fight                               | Jagger, Richards, Wood               |                                           | 3:09       |            |            |            |            |            |
| 3.         | Harlem Shuffle                      | Bob & Earl : Bob Relf, Ernest Nelson | Tom Waits, Bobby Womack, Don Covay (voix) | 3:24       |            |            |            |            |            |
| 4.         | Hold Back                           | Jagger, Richards                     |                                           | 3:53       |            |            |            |            |            |
| 5.         | Too Rude                            | Lindon Roberts                       |                                           | 3:11       |            |            |            |            |            |
| 6.         | Winning Ugly                        | Jagger, Richards                     |                                           | 4:32       |            |            |            |            |            |
| 7.         | Back to Zero                        | Jagger, Richards, Leavell            | Bobby Womack                              | 4:00       |            |            |            |            |            |
| 8.         | Dirty Work                          | Jagger, Richards, Wood               |                                           | 3:53       |            |            |            |            |            |
| 9.         | Had It with You                     | Jagger, Richards, Wood               |                                           | 3:19       |            |            |            |            |            |
| 10.        | Sleep Tonight                       | Jagger, Richards                     |                                           | 5:11       |            |            |            |            |            |
| 11.        | Key to the Highway (chanson cachée) | Big Bill Broonzy, Charles Segar      | Ian Stewart                               | 0:33       |            |            |            |            |            |
| 40:03      |                                     |                                      |                                           |            |            |            |            |            |            |

## Personnel
La liste du personnel indiquée ici ne concerne pas la chanson cachée interprétée seule par le regretté Ian Stewart au piano enregistrée antérieurement.

### The Rolling Stones
- Mick Jagger - chant (sauf sur 5, 10) , chœurs, harmonica
- Keith Richards - chant (5, 10), chœurs, guitares, piano
- Ronnie Wood - chœurs, guitares acoustique, électrique et pedal steel, batterie (sur 5, 10), saxophone ténor
- Bill Wyman - basse (sauf sur 6), synthétiseur
- Charlie Watts - batterie (sauf sur 5 et 10)

### Musiciens supplémentaires
- Jimmy Page - solo de guitare (1)
- Bobby Womack - chœurs (1, 3), guitare électrique (7)
- John Regan – basse sur 6
- Ivan Neville - chœurs, basse (?), orgue, synthétiseur
- Chuck Leavell - claviers
- Philippe Saisse - claviers
- Ian Stewart - piano
- Dan Collette - trompette
- Marku Ribas – percussions
- Dollette McDonald, Janice Pendarvis, Jimmy Cliff, Don Covay, Beverly D'Angelo, Kirsty MacColl,  - chœurs
- Patti Scialfa - chœurs (1)
- Tom Waits - chœurs (3)

## Charts et certifications

### Album
Charts
| Pays             | Durée du classement | Meilleur classement | Date          |
| ---------------- | ------------------- | ------------------- | ------------- |
| Allemagne        | 23 semaines         | 2e                  | 28 avril 1986 |
| Autriche         | 12 semaines         | 4e                  | 1er mai 1986  |
| Canada           | 27 semaines         | 2e                  | 26 avril 1986 |
| États-Unis       | 25 semaines         | 4e                  | 3 mai 1986    |
| France           | 13 semaines         | 9e                  | 26 avril 1986 |
| Italie           | -                   | 3e                  | 1986          |
| Norvège          | 10 semaines         | 3e                  | 7 avril 1986  |
| Nouvelle-Zélande | 19 semaines         | 3e                  | 13 avril 1986 |
| Pays-Bas         | 18 semaines         | 1er                 | 12 avril 1986 |
| Royaume-Uni      | 10 semaines         | 4e                  | 5 avril 1986  |
| Suède            | 7 semaines          | 4e                  | 16 avril 1986 |
| Suisse           | 10 semaines         | 1er                 | 20 avril 1986 |

Certifications
| Pays             | Certification | Ventes      | Date         |
| ---------------- | ------------- | ----------- | ------------ |
| Allemagne        | Or            | 250 000 +   | 1986         |
| Canada           | Platine       | 100 000 +   | 30 mai 1986  |
| États-Unis       | Platine       | 1 000 000 + | 10 juin 1986 |
| France           | Or            | 100 000 +   | 1986         |
| Nouvelle-Zélande | Platine       | 15 000 +    | 11 mai 1986  |
| Pays-Bas         | Or            | 50 000 +    | 1986         |
| Royaume-Uni      | Or            | 100 000 +   | 1er mai 1986 |

### Singles
Harlem Shuffle
| Chart                  | Durée du classement | Position | Date          |
| ---------------------- | ------------------- | -------- | ------------- |
| Hot 100                | 13 semaines         | 5e       | 3 mai 1986    |
| Mainstream Rock Tracks | 10 semaines         | 2e       | 22 mars 1986  |
| Single Top 100         | 12 semaines         | 11e      | 7 avril 1986  |
| ARIA Charts            | 8 semaines          | 6e       | 7 avril 1986  |
| Ö3 Austria Top 40      | 8 semaines          | 13e      | 15 mai 1986   |
| (V) Ultratop           | 9 semaines          | 4e       | 12 avril 1986 |
| RPM Top Singles · Or   | 21 semaines         | 5e       | 19 avril 1986 |
| Single Top 100         | 12 semaines         | 28e      | 7 juin 1986   |
| VG-lista               | 6 semaines          | 6e       | 17 mars 1986  |
| RMNZ Singles Top40     | 12 semaines         | 1er      | 27 avril 1986 |
| Mega Top 50            | 10 semaines         | 5e       | 29 mars 1986  |
| UK Singles Chart       | 8 semaines          | 13e      | 22 mars 1986  |
| Sverigetopplistan      | 3 semaines          | 11e      | 19 mars 1986  |
| Schweizer Hitparade    | 8 semaines          | 10e      | 20 avril 1986 |

One Hit (To the Body)
| Chart                  | Durée du classement | Position | Date            |
| ---------------------- | ------------------- | -------- | --------------- |
| Hot 100                | 11 semaines         | 28e      | 28 juin 1986    |
| Mainstream Rock Tracks | 16 semaines         | 3e       | 26 avril 1986   |
| (V) Ultratop           | 4 semaines          | 29e      | 28 juin 1986    |
| RPM Top Singles        | 12 semaines         | 39e      | 5 juillet 1986  |
| RMNZ Singles Top40     | 5 semaines          | 30e      | 13 juillet 1986 |
| Mega Top 50            | 2 semaines          | 50e      | 12 juillet 1986 |
| UK Singles Chart       | 2 semaines          | 80e      | 31 mai 1986     |

Winning Ugly
| Chart                  | Durée du classement | Position | Date          |
| ---------------------- | ------------------- | -------- | ------------- |
| Mainstream Rock Tracks | 13 semaines         | 10e      | 26 avril 1986 |